# Antoine Le Gaudier
Antoine Le Gaudier, né le 7 janvier 1572 à Château-Thierry et mort à Paris le 14 avril 1622, est un jésuite français, auteur d'ouvrages de théologie et de traités sur l'ascèse.

## Biographie
Vers l'âge de vingt ans, il entre dans la Compagnie de Jésus à Tournai ; il est recteur à Liège, professeur d'écriture sainte à l'université de Pont-à-Mousson et de théologie au collège de La Flèche.
Dans ces deux derniers postes, il a également été chargé de la direction spirituelle de ses frères novices. Le Gaudier avait acquis une maturité intellectuelle précoce et un talent exceptionnel pour guider les âmes. Dans ces diverses fonctions, il a rédigé des traités sur l'ascèse qui ont été publiés de son vivant puis réédités jusqu'au XXe siècle. 

## Œuvres (sélection)
- De Sanctissimo Christi Jesu Dei et hominis amore, 1619.
- Praxis meditandi a ... Ignatio Societatis Jesu fundatore traditae explicatio, 1620.
- De Dei praesentia, 1620[2].
- De Vera Christi Jesu Dei et hominis imitatione, 1620[3]
- Introductio ad solidam perfectionem per manuductionem ad .. Ignatii exercitia spiritualia integro mense obeunda, 1643.
- De perfectione vitæ spiritualis. Accedunt duo opuscula, de sanctissimo Christi Jesu amore et de vera Christi Jesu imitatione, 1857.